# Burlington, Wisconsin
Burlington là một thị trấn thuộc quận Racine, tiểu bang Wisconsin, Hoa Kỳ. Năm 2010, dân số của thị trấn này là 6.316 người.